# Reichsgesetz über die Einführung einer provisorischen Zentralgewalt für Deutschland
Das Reichsgesetz über die Einführung einer provisorischen Zentralgewalt für Deutschland wurde am 28. Juni 1848 von der Frankfurter Nationalversammlung beschlossen. Es kann als eine vorläufige Reichsverfassung bzw. Verfassungsordnung Deutschlands angesehen werden, die an die Stelle die Bundesverfassung des Deutschen Bundes trat. Diese Verfassungsordnung sollte bis zur Verabschiedung einer endgültigen Reichsverfassung bestehen (die schließlich im März 1849 beschlossen wurde).
Das Gesetz legte die Organe eines „deutschen Bundesstaates“ fest, wie man damals noch das entstehende Deutsche Reich der Revolutionszeit nannte. Die im Titel des Gesetzes erwähnte Provisorische Zentralgewalt war eine Reichsregierung, die aus dem Reichsverweser als eine Art Ersatz-Monarch und aus Ministern bestand. Einen Tag nach Verabschiedung des Gesetzes, am 29. Juni, wählte die Nationalversammlung Erzherzog Johann zum Reichsverweser, der am 15. Juli Reichsminister berief.
Der noch bestehende Bundestag des Deutschen Bundes (die Vertretung der Regierungen) entschied sich am 12. Juli zu einem vorläufig letzten Bundesbeschluss. Darin erkannte der Bundestag die Wahl des Reichsverwesers an und übertrug seine eigenen Rechte auf ihn. Das Amt des Reichsverwesers überlebte das Frühjahr 1849, als Preußen und weitere Staaten die Nationalversammlung de facto auflösten und die Revolution niederschlugen. Im Dezember 1849 übertrug der Reichsverweser seine Aufgaben an eine Bundeszentralkommission. Obwohl die Reichsgesetzgebung der Nationalversammlung später vom erneuerten Bundestag für ungültig erklärt wurde, hat man den Reichsverweser auch im Nachhinein nie in Frage gestellt.
Es gibt eine Parallele mit dem Gesetz über die vorläufige Reichsgewalt vom 10. Februar 1919. Auch damals in der Novemberrevolution hat die Nationalversammlung erst eine provisorische Reichsverfassung erlassen und sich die legislativen Befugnisse bis dahin selbst zugestanden.

## Vorgeschichte
Bereits der Bundestag des Deutschen Bundes hatte sich in der Märzrevolution mit einem neuen Organ für eine Bundesexekutive beschäftigt. Am 3. Mai 1848 beschloss er die Einrichtung einer provisorischen Bundesvollziehungsbehörde, die aus drei Mitgliedern bestehen sollte. Eines sollte von Österreich, eines von Preußen ernannt werden. Bayern sollte eine Liste von drei Kandidaten vorlegen und die Gliedstaaten des Engeren Rats des Bundestages (mit Ausnahme von Österreich, Preußen und Bayern) dann einen Kandidaten wählen. Der Fünfziger-Ausschuss, der die Nationalversammlung vorbereite, bemängelte, dass nur die Gliedstaaten über die Mitglieder entschieden, und Österreich verzögerte die Einsetzung eines Mitglieds. Es setzte sich die Auffassung durch, dass der Beschluss zu spät gekommen sei, und er blieb unausgeführt.
Die Nationalversammlung hatte ursprünglich vom Bundestag nur den Auftrag erhalten, die Bundesverfassung des Deutschen Bundes zu reformieren. Im Sinne des Konstitutionalismus des 19. Jahrhunderts sollte das neue Verfassungswerk zwischen dem Volk (der direkt gewählten Nationalversammlung) und den Regierungen der Einzelstaaten vereinbart werden. Das Vereinbarungsprinzip sollte für eine rechtliche Kontinuität vom alten Bundestag der Einzelstaaten hin zum neuen deutschen Nationalstaat sorgen. Aber die Nationalversammlung setzte sich darüber hinweg; ihr Präsident Heinrich von Gagern war zwar konstitutioneller Liberaler, doch mit Blick auf die republikanische Linke sagte er in seiner Eröffnungsansprache:

„Wir wollen schaffen eine Verfassung für Deutschland, für das gesamte Reich… Der Beruf und die Vollmacht zu dieser Schaffung liegen in der Souveränität der Nation.“

Dieses Alleinentscheidungsrecht der Nation ging von der Anerkennung der Revolution und der Volkssouveränität aus. Der Ausdruck Reich verwies darauf, dass der neue Nationalstaat nicht in der Kontinuität des Deutschen Bundes, sondern des 1806 erloschenen Alten Reichs stehe, so der Verfassungsrechtler Ernst Rudolf Huber.
Die Nationalversammlung setzte am 3. Juni einen vorbereitenden Ausschuss ein, am 17. Juni folgte die entsprechende Debatte, die eine Woche lang dauerte. Der Ausschuss selbst hatte wieder ein Direktorium mit drei Mitgliedern vorgesehen. Für die Besetzung gab es Überlegungen, drei Onkel regierender Monarchen zu wählen, von diesen war aber nur Erzherzog Johann von Österreich im Volke beliebt. Ein weiterer Plan sah vor, Johann und zwei Mitglieder der Nationalversammlung zu wählen. Die Linke wollte nur Abgeordnete im Direktorium sehen, die Rechte die Gewalt einem Einzelnen übertragen. Der Rechtsliberale Ernst August Braun dachte gar an den preußischen König und wurde dafür ausgelacht.

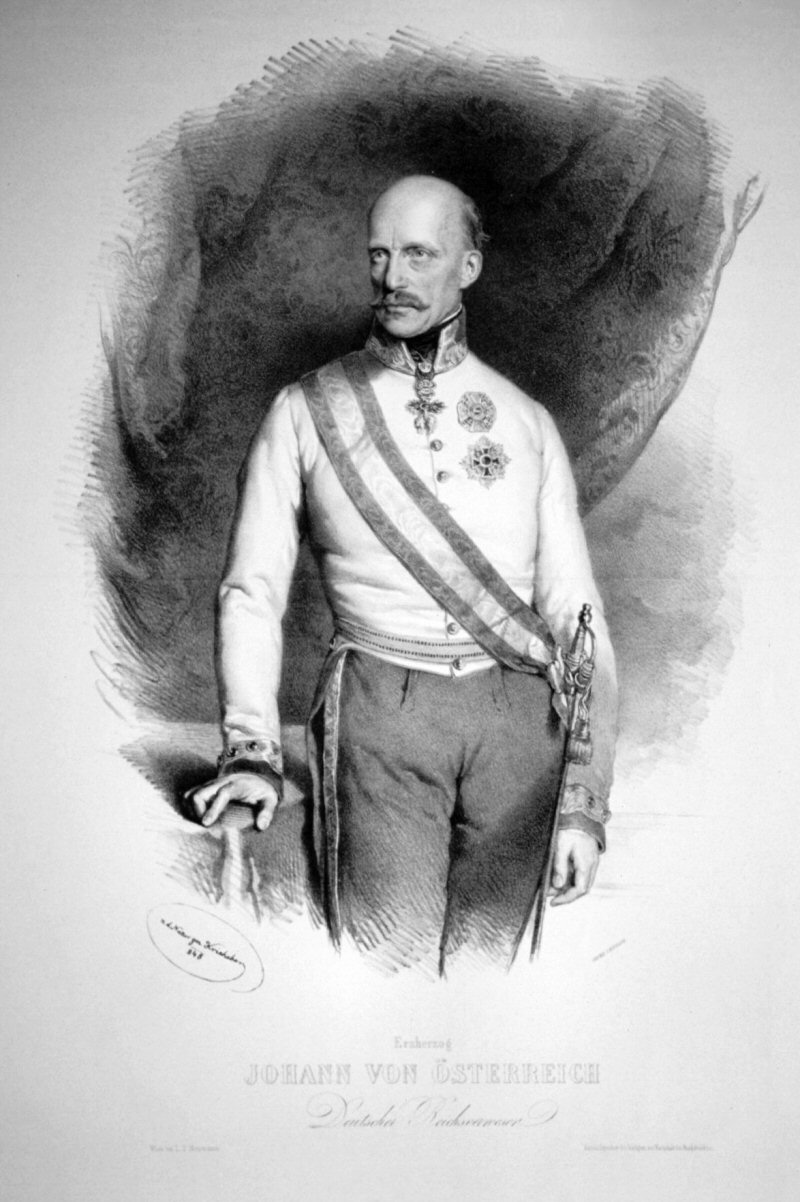
Der von der Nationalversammlung gewählte Reichsverweser Johann von Österreich, 1848

Heinrich von Gagern schlug dann vor, dass die Nationalversammlung eigenmächtig, ohne Beteiligung der Gliedstaaten und entgegen dem Bundestagsbeschluss vom 3. Mai, einen Reichsverweser wählen sollte, dem die Reichsgewalt zu übertragen sei. Gedacht war dabei an Erzherzog Johann. Der Plan konnte auf große Zustimmung hoffen:
- Die eigenmächtige Einsetzung durch die Nationalversammlung unterstrich deren Souveränität.
- Die Reichsgewalt für einen Einzelnen verbürgte eine eigene und unabhängige Autorität, die mit einem mehrköpfigen Direktorium nicht zu erlangen war.
- Ein Einzelner betonte das Prinzip des Einheitsstaats gegenüber dem Prinzip des Föderalismus.
- Ein Fürst als Reichsverweser hielt den Weg für einen Monarchen als Reichsoberhaupt offen.
- Johann war durch seine Volkstümlichkeit für die Linke noch am ehesten akzeptabel, für die Rechte durch seine Angehörigkeit zum Hochadel.
- Als Österreicher symbolisierte er die Einbeziehung Österreichs in ein künftiges Großdeutschland. Allerdings verstimmte von Gagern dadurch die preußische Regierung.[8]

Schließlich erhielt das Gesetz über die provisorische Zentralgewalt 450 Ja-Stimmen bei 100 Nein-Stimmen. Einen Tag später, am 29. Juni, wurde Erzherzog Johann von 436 der 548 anwesenden Abgeordneten gewählt. Noch am selben Tag beglückwünschten die Einzelstaaten den Erzherzog und versicherten, sie hätten sich bereits zuvor für ihn als Kandidaten ausgesprochen. Johann nahm die Wahl am 5. Juli an.

## Inhalt

Verfassungsdiagramm für die provisorische Verfassungsordnung, die durch das Zentralgewaltgesetz geschaffen wurde

Das Gesetz sah ein rudimentäres Regierungssystem vor, wie es für die konstitutionelle Monarchie typisch ist. Die „Zentralgewalt“ lässt sich als monarchische Regierung übersetzen, der neben dem Monarchen (dem Reichsverweser) Minister angehören. Der Reichsverweser war zwar von der Nationalversammlung zu wählen, aber unverantwortlich. Die Minister berief er nach Belieben. Die Minister zeichneten die Akte des Reichsverwesers gegen und übernahmen damit die Verantwortung gegenüber der Nationalversammlung. Sie durften in der Nationalversammlung sprechen und mussten auf Verlangen derselben dort erscheinen und Auskünfte geben.
Über die Aufgaben der Zentralgewalt hieß es:

„2) Dieselbe hat

a) die vollziehende Gewalt zu üben in allen Angelegenheiten, welche die allgemeine Sicherheit und Wohlfahrt des deutschen Bundesstaates betreffen;

b) die Oberleitung der gesammten bewaffneten Macht zu übernehmen, und namentlich die Oberbefehlshaber derselben zu ernennen;

c) die völkerrechtliche und handelspolitische Vertretung Deutschlands auszuüben, und zu diesem Ende Gesandte und Konsuln zu ernennen.“

Zentralgewalt und Nationalversammlung gemeinsam entschieden über Krieg und Frieden sowie über Verträge mit auswärtigen Mächten.
Einige später oft verwendeten Ausdrücke finden sich im Gesetz nicht, das nur vom Reichsverweser und von Ministern spricht. Sie entstammten der konstitutionellen Tradition. Reichsministerium waren die Minister ohne den Reichsverweser; als Ministerpräsident wurde der vom Reichsverweser eingesetzte Leiter des Reichsministeriums bezeichnet.

## Erklärung des Bundestags
Für die Regierungen der Einzelstaaten war das Reichsgesetz problematisch, da sie sich nicht offen gegen die Revolution und die Nationalversammlung stellen wollten. Das Reichsgesetz hatte aber den Sinn, die alte Ordnung zu beseitigen, obwohl nach Sicht des Bundestages nur die Einzelstaaten einstimmig derartige Entscheidungen treffen konnten. Es besagte ausdrücklich in Paragraph 13:

„Mit dem Eintritte der Wirksamkeit der provisorischen Zentralgewalt hört das Bestehen des Bundestages auf.“

Am 12. Juli 1848 veröffentlichte der Bundestag eine Erklärung, dass er seine Rechte auf den Reichsverweser übertrage. Er betonte das Prinzip, dass die Reichsverfassung von Nationalversammlung und Gliedstaaten gemeinsam zu beschließen sei. Der Bundestag sprach daher auch nicht etwa vom Ende seines Bestehens, sondern nur vom Ende seiner bisherigen Tätigkeiten. Dies erwies sich 1850 als bedeutsam, als der Bundestag reaktiviert wurde.

## Belege
1. ↑  Ulrich Huber: Das Reichsgesetz über die Einführung einer allgemeinen Wechselordnung für Deutschland vom 26. November 1848. In: JuristenZeitung, 33. Jahrgang, Nr. 23/24 (8. Dezember 1978), S. 785–791, hier S. 789.
2. ↑  Ulrich Huber: Das Reichsgesetz über die Einführung einer allgemeinen Wechselordnung für Deutschland vom 26. November 1848. In: JuristenZeitung, 33. Jahrgang, Nr. 23/24 (8. Dezember 1978), S. 785–791, hier S. 789, Fußnote 60.
3. ↑  Ernst Rudolf Huber: Deutsche Verfassungsgeschichte seit 1789. Band II: Der Kampf um Einheit und Freiheit 1830 bis 1850. Verlag W. Kohlhammer, Stuttgart [u. a.] 1960, S. 624.
4. ↑  Ernst Rudolf Huber: Deutsche Verfassungsgeschichte seit 1789. Band II: Der Kampf um Einheit und Freiheit 1830 bis 1850. Verlag W. Kohlhammer, Stuttgart [u. a.] 1960, S. 620/621.
5. ↑  Ernst Rudolf Huber: Deutsche Verfassungsgeschichte seit 1789. Band II: Der Kampf um Einheit und Freiheit 1830 bis 1850. Verlag W. Kohlhammer, Stuttgart [u. a.] 1960, S. 621.
6. ↑  Ernst Rudolf Huber: Deutsche Verfassungsgeschichte seit 1789. Band II: Der Kampf um Einheit und Freiheit 1830 bis 1850. Verlag W. Kohlhammer, Stuttgart [u. a.] 1960, S. 625.
7. ↑  Frank Engehausen: Werkstatt der Demokratie. Die Frankfurter Nationalversammlung 1848/49. Campus Verlag, Frankfurt am Main/New York 2023, S. 116.
8. ↑  Ernst Rudolf Huber: Deutsche Verfassungsgeschichte seit 1789. Band II: Der Kampf um Einheit und Freiheit 1830 bis 1850. Verlag W. Kohlhammer, Stuttgart [u. a.] 1960, S. 625/626, 628.
9. ↑  Ernst Rudolf Huber: Deutsche Verfassungsgeschichte seit 1789. Band II: Der Kampf um Einheit und Freiheit 1830 bis 1850. Verlag W. Kohlhammer, Stuttgart [u. a.] 1960, S. 627/628.
10. ↑  Ernst Rudolf Huber: Deutsche Verfassungsgeschichte seit 1789. Band II: Der Kampf um Einheit und Freiheit 1830 bis 1850. Verlag W. Kohlhammer, Stuttgart [u. a.] 1960, S. 628.
11. ↑  Ernst Rudolf Huber: Deutsche Verfassungsgeschichte seit 1789. Band II: Der Kampf um Einheit und Freiheit 1830 bis 1850. Verlag W. Kohlhammer, Stuttgart [u. a.] 1960, S. 631/632.
12. ↑  Ernst Rudolf Huber: Deutsche Verfassungsgeschichte seit 1789. Band II: Der Kampf um Einheit und Freiheit 1830 bis 1850. Verlag W. Kohlhammer, Stuttgart [u. a.] 1960, S. 632/633.